# Мамедгасанов, Имамверди Кялби оглы
Имамверди Кялби оглы Мамедгасанов (25 октября 1925, Кызылагадж — 4 сентября 1999, Жамбылская область) — колхозник, звеньевой колхоза «Новый Путь», Герой Социалистического Труда (1948).

## Биография
Родился в 1925 году в селе Гызылагадж, Массалинский район, Азербайджанская ССР. В 1937 году вместе с родителями переехал в Казахскую ССР. В 1943 году вступил в колхоз «Новый путь» Джамбульской области (сегодня — Шуский район, Южно-Казахстанская область). В этом же году был призван в Советскую Армию. Участвовал в Великой Отечественной войне. После демобилизации возвратился в колхоз. В 1946 году был назначен звеньевым свекловодческой бригады.
В 1947 году свекловодческое звено под управлением Имамверди Мамедгасанова собрало на участке площадью 4 гектара 616 центнеров сахарной свеклы и на участке площадью 2 гектара было собрано сахарной свеклы во 813 центнеров. За этот доблестный труд он был удостоен в 1948 году звания Героя Социалистического Труда.

## Награды
- Герой Социалистического Труда (1948);
- Орден Ленина (1948);
- Медаль «За боевые заслуги»;
- Медаль «За взятие Вены»;
- Медаль «За взятие Будапешта»;
- Медаль «За освобождение Праги»;
- Медаль «За победу над Германией».